# Prasinocyma edwardsi
Prasinocyma edwardsi är en fjärilsart som beskrevs av Fletcher 1958. Prasinocyma edwardsi ingår i släktet Prasinocyma och familjen mätare. Inga underarter finns listade i Catalogue of Life.